# Oscoforias

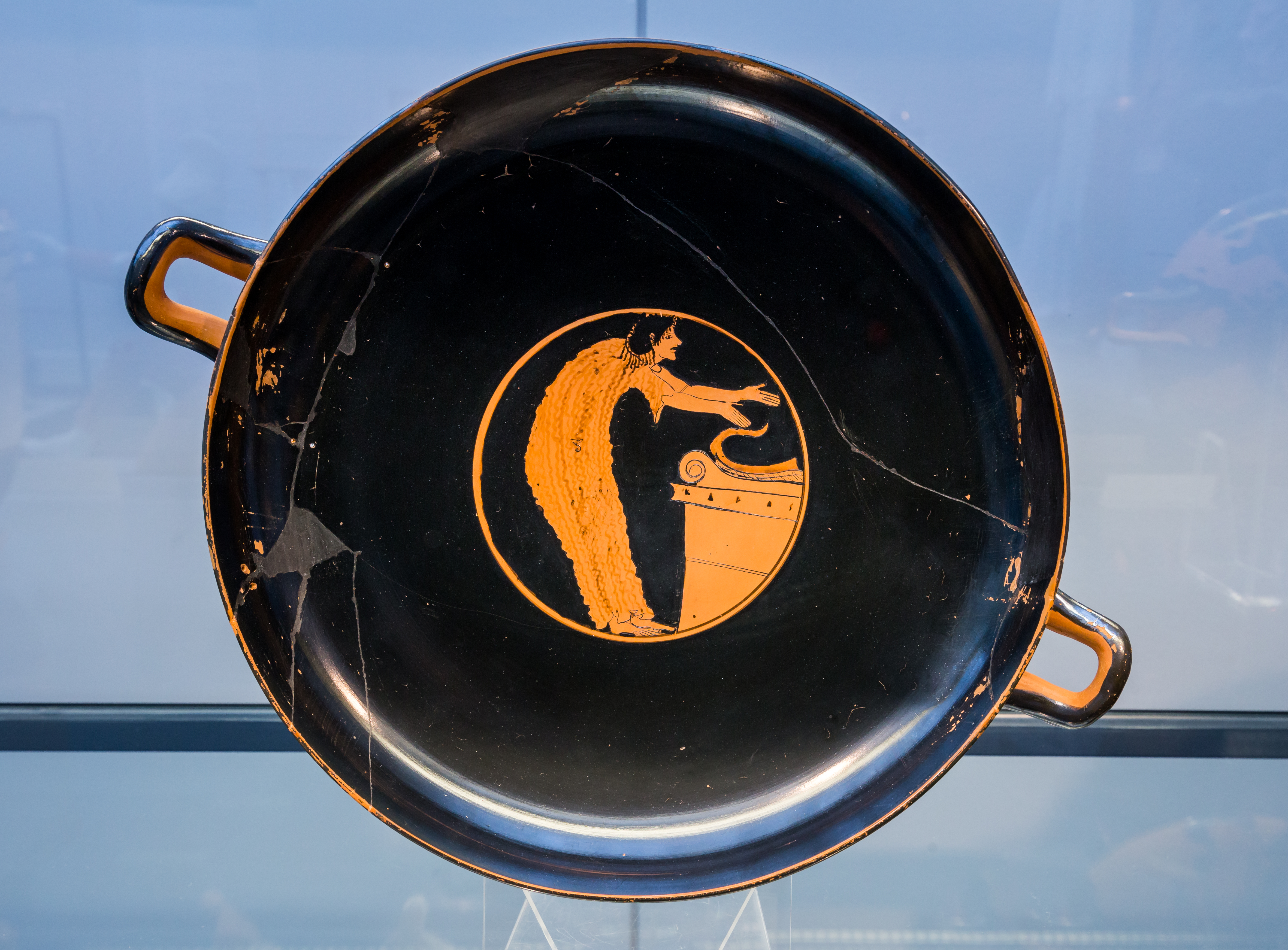
Cílica que muestra a un joven ateniense dejando un rabo de toro en un altar, en honor a las Oscoforias.

Las Oscoforias (en griego: ὠσχοφόρια) eran un conjunto de ritos de la antigua Grecia que se celebraban en Atenas durante el mes de pianepsión (otoño) en honor a Dioniso, el dios de la vid. 
Estas fiestas de la vendimia tenían funciones tanto agrícolas como iniciáticas. En medio de muchos cantos especiales, dos jóvenes vestidos de mujer llevaban ramas con racimos de uvas (ὠσχοί) desde el templo de Dioniso hasta el santuario de Atenea Escira. Tenía lugar una carrera a pie en la que competían algunos efebos seleccionados.
Fuentes antiguas  vinculan las fiestas y sus rituales con el héroe ateniense Teseo y, específicamente, con su regreso de Creta, tras el episodio con el Minotauro. Según este mito, la princesa cretense Ariadna, a la que Teseo había abandonado en la isla de Naxos durante el viaje de vuelta a casa, fue rescatada por un adepto de Dioniso; por tanto, las Oscoforias honrarían también a Ariadna.
Una parte del antiguo friso del calendario ático incorporado a la iglesia bizantina de Agios Eleftherios de Atenas, correspondiente al mes de pianepsión, ha sido identificada como ilustración de la procesión del festival.